# زاویه گراولان
زاویه گراولان (فرانسوی: Xavier Gravelaine‎؛ زادهٔ ۵ اکتبر ۱۹۶۸) بازیکن فوتبال اهل فرانسه بود که در پست هافبک و مهاجم بازی می‌کرد.
از باشگاه‌هایی که در آن بازی کرده‌است می‌توان به باشگاه فوتبال مون‌پلیه، باشگاه فوتبال نانت، باشگاه فوتبال لو آور، باشگاه فوتبال موناکو، باشگاه فوتبال آژاکسیو، باشگاه فوتبال المپیک مارسی، باشگاه فوتبال کان، و باشگاه فوتبال گنگام، باشگاه فوتبال استراسبورگ، باشگاه فوتبال سیون، باشگاه فوتبال پاری سن ژرمن و باشگاه فوتبال واتفورد اشاره کرد.
وی همچنین در تیم ملی فوتبال فرانسه بازی کرده‌است.